# Единицы измерения ёмкости носителей и объёма информации
Единицы количества информации используются в технике для измерения ёмкости компьютерной памяти и объёма данных, передаваемых по каналам связи. В теории информации также используются для определения количества информации как меры изменения энтропии.

## Единицы измерения информации
Большой по размеру объём данных может содержать в себе очень малое количество информации. То есть объём данных и количество информации являются разными характеристиками, применяемыми в разных областях, связанных с информацией, но исторически название «количество информации» использовали в значении «объём данных», а для измерения количества информации применяли названия «информационная энтропия» и «ценность информации».

### Единицы измерения ёмкости носителей и объёма данных
Применяются для измерения ёмкости носителей информации — запоминающих устройств и для измерения объёмов данных.

### Единицы измерения количества информации
Применяются для измерения количества информации в объёме данных. Информационная энтропия

## Первичная единица
Первичной характеристикой объёма данных является количество возможных состояний.
Первичной единицей измерения объёма данных является 1 возможное состояние (значение, код).

## Вторичные единицы
Вторичной характеристикой объёма данных является разряд.
Ёмкость (объём) одного разряда может быть разной и зависит от основания применённой системы кодирования.
Ёмкости одного разряда в двоичной, троичной и десятичной системах кодирования:
Один двоичный разряд (бит) имеет 2 взаимоисключающих возможных состояния (значения, кода).
Один троичный разряд (трит) имеет 3 взаимоисключающих возможных состояния (значения, кода).
…
Один десятичный разряд (децит) имеет 10 взаимоисключающих возможных состояний (значений, кодов).
…

## Третичные единицы
Третичными характеристиками объёма данных являются различные множества разрядов.
Ёмкость множества разрядов равна количеству возможных состояний этого множества разрядов, которое определяется в комбинаторике, равно количеству размещений с повторениями и вычисляется по формуле:
{\displaystyle {\bar {A}}(c,n)={\bar {A}}_{c}^{n}=c^{n}} возможных состояний (кодов, значений)
где
{\displaystyle c} — количество возможных состояний одного разряда (основание выбранной системы кодирования),
{\displaystyle n} — количество разрядов в множестве разрядов.
То есть ёмкость множества разрядов представляет собой показательную функцию от количества разрядов с основанием, равным количеству возможных состояний одного разряда.
Пример:
1 байт состоит из 8-ми ({\displaystyle n=8}) двоичных разрядов ({\displaystyle c=2}) и может принимать:
{\displaystyle {\bar {A}}_{c}^{n}=c^{n}=2^{8}=256} возможных состояний (значений, кодов).

## Логарифмические единицы

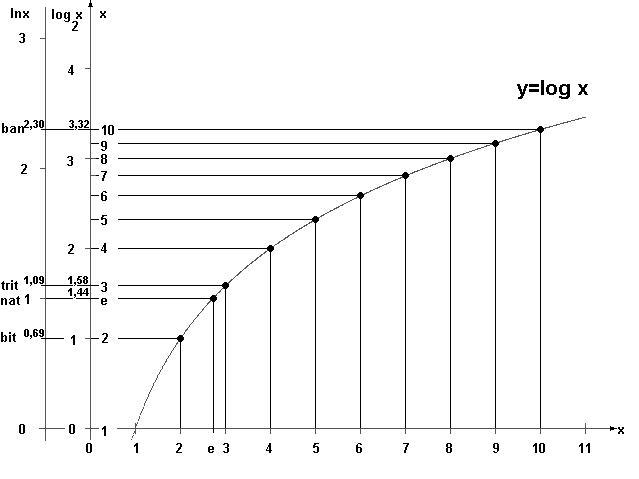
Единицы измерения информации бит, нат, трит и бан (децит)

Когда некоторые величины, в том числе и объём данных, представляют собой показательные функции, то, во многих случаях, удобнее пользоваться не самими величинами, а логарифмами этих величин.
Объём данных тоже можно представлять логарифмически, как логарифм количества возможных состояний.
Объём информации (объём данных) — может измеряться логарифмически. Это означает, что когда несколько объектов рассматриваются как один, количество возможных состояний перемножается, а количество информации — складывается. Не важно, идёт речь о случайных величинах в математике, регистрах цифровой памяти в технике или в квантовых системах в физике.
Для объёмов двоичных данных удобнее пользоваться двоичными логарифмами.
{\displaystyle 2^{1}} возможных состояния, {\displaystyle \log _{2}2^{1}=1} двоичный разряд = 1 бит
{\displaystyle 2^{8}} возможных состояний, {\displaystyle \log _{2}2^{8}=8=2^{3}} двоичных разрядов = 1 Байт (Октет)
{\displaystyle 2^{8*2^{10}}} возможных состояния, {\displaystyle \log _{2}2^{8*2^{10}}=8*2^{10}=2^{13}} двоичных разрядов = 1 КилоБайт (КилоОктет)
{\displaystyle 2^{8*2^{20}}} возможных состояний, {\displaystyle \log _{2}2^{8*2^{20}}=8*2^{20}=2^{23}} двоичных разрядов = 1 МегаБайт (МегаОктет)
{\displaystyle 2^{8*2^{30}}} возможных состояния, {\displaystyle \log _{2}2^{8*2^{30}}=8*2^{30}=2^{33}} двоичных разрядов = 1 ГигаБайт (ГигаОктет)
{\displaystyle 2^{8*2^{40}}} возможных состояний, {\displaystyle \log _{2}2^{8*2^{40}}=8*2^{40}=2^{43}} двоичных разрядов = 1 ТераБайт (ТераОктет)
Наименьшее целое число, двоичный логарифм которого целое положительное — это 2. Соответствующая ему единица — бит — является основой исчисления информации в цифровой технике.
Для объёмов троичных данных удобнее пользоваться троичными логарифмами.
{\displaystyle 3^{1}=3} возможных состояния, {\displaystyle \log _{3}3^{1}=1} троичный разряд (трит)
{\displaystyle 3^{6}=729} возможных состояний, {\displaystyle \log _{3}3^{6}=6} троичных разрядов (тритов) = 1 Трайт.
Единица, соответствующая числу 3, трит равна log23≈1,585 бита.
Такая единица как нат (nat), соответствующая натуральному логарифму применяется в инженерных и научных расчётах. В вычислительной технике она практически не применяется, так как основание натуральных логарифмов не является целым числом.
Для объёмов десятичных данных удобнее пользоваться десятичными логарифмами.
{\displaystyle 10^{1}=10} возможных состояний, {\displaystyle \log _{10}10^{1}=1} десятичный разряд = 1 децит
{\displaystyle 10^{10^{3}}} возможных состояний, {\displaystyle \log _{10}10^{10^{3}}=10^{3}} десятичных разряда = 1 килодецит.
{\displaystyle 10^{10^{6}}} возможных состояний, {\displaystyle \log _{10}10^{10^{6}}=10^{6}} десятичных разрядов = 1 мегадецит.
{\displaystyle 10^{10^{9}}} возможных состояний, {\displaystyle \log _{10}10^{10^{9}}=10^{9}} десятичных разрядов = 1 гигадецит.
Единица, соответствующая числу 10, децит равна log210≈3.322 бита.
В проводной технике связи (телеграф и телефон) и радио исторически впервые единица информации получила обозначение бод.

## Единицы, производные от бита
В целых количествах двоичных разрядов (битов) количество возможных состояний равно степеням двойки.

### Тетрада, полубайт, ниббл
Особое название имеют четыре двоичных разряда (4 бита) — тетрада, полубайт, ниббл, которые вмещают в себя количество информации, содержащейся в одной шестнадцатеричной цифре.

### Байт
Следующей по порядку популярной единицей информации является 8 бит, или байт (о терминологических тонкостях написано ниже). Именно к байту (а не к биту) непосредственно приводятся все большие объёмы информации, исчисляемые в компьютерных технологиях.
Такие величины как машинное слово и т. п., составляющие несколько байт, в качестве единиц измерения почти никогда не используются.

### Килобайт
Для измерения больших ёмкостей запоминающих устройств и больших объёмов информации, имеющих большое количество байтов, служат единицы «килобайт» = [1000] байт и «Кбайт» (кибибайт, kibibyte) = 1024 байт (о путанице десятичных и двоичных единиц и терминов см. ниже). Такой порядок величин имеют, например:
- Сектор диска обычно равен 512 байтам то есть половине Кбайта, хотя для некоторых устройств может быть равен одному или двум кибибайт.
- Классический размер «блока» в файловых системах UNIX равен одному Кбайт (1024 байт).
- «Страница памяти» в процессорах x86 (начиная с модели Intel 80386) имеет размер 4096 байт, то есть 4 Кбайт.

Объём информации, получаемой при считывании дискеты «3,5″ высокой плотности» равен 1440 Кбайт (ровно); другие форматы также исчисляются целым числом Кбайт.

### Мегабайт
Единицы «мегабайт» = 1000 килобайт = [1 000 000] байт и «мебибайт» (mebibyte) = 1024 Кбайт = 1 048 576 байт применяются для измерения объёмов носителей информации.
Объём адресного пространства процессора Intel 8086 был равен 1 Мбайт.
Оперативную память и ёмкость CD-ROM меряют двоичными единицами (мебибайтами, хотя их так обычно не называют), но для объёма НЖМД десятичные мегабайты были более популярны.
Современные жёсткие диски имеют объёмы, выражаемые в этих единицах минимум шестизначными числами, поэтому для них применяются гигабайты.

### Гигабайт
Единицы «гигабайт» = 1000 мегабайт = [1 000 000] килобайт = [1 000 000 000] байт и «Гбайт» (гибибайт, gibibyte) = 1024 Мбайт = 230 байт измеряют объём больших носителей информации, например жёстких дисков. Разница между двоичной и десятичной единицами уже превышает 7 %.
Размер 32-битного адресного пространства равен 4 Гбайт ≈ 4,295 Мбайт. Такой же порядок имеют размер DVD-ROM и современных носителей на флеш-памяти. Размеры жёстких дисков уже достигают сотен и тысяч гигабайт.
Для исчисления ещё больших объёмов информации имеются единицы терабайт и тебибайт (1012 и 240 байт соответственно), петабайт и пебибайт (1015 и 250 байт соответственно) и т. д.

## Что такое «байт»?
В принципе, байт определяется для конкретного компьютера как минимальный шаг адресации памяти, который на старых машинах не обязательно был равен 8 битам (а память не обязательно состоит из битов — см., например: троичный компьютер). В современной традиции, байт часто считают равным восьми битам.
В таких обозначениях как байт (русское) или B (английское) под байтом (B) подразумевается именно 8 бит, хотя сам термин «байт» не вполне корректен с точки зрения теории.
Во французском языке используются обозначения o, Ko, Mo и т. д. (от слова octet) дабы подчеркнуть, что речь идёт именно о 8 битах.

## Чему равно «кило»?
Долгое время разнице между множителями 1000 и 1024 старались не придавать большого значения. Во избежание недоразумений следует чётко понимать различие между:
- двоичными кратными единицами, обозначаемыми согласно ГОСТ 8.417-2002 как «Кбайт», «Мбайт», «Гбайт» и т. д. (два в степенях кратных десяти);
- единицами килобайт, мегабайт, гигабайт и т. д., понимаемыми как научные термины (десять в степенях, кратных трём),

эти единицы по определению равны, соответственно, 103, 106, 109 байтам и т. д.
В качестве терминов для «Кбайт», «Мбайт», «Гбайт» и т. д. МЭК предлагает «кибибайт», «мебибайт», «гибибайт» и т. д., однако эти термины критикуются за непроизносимость и не встречаются в устной речи.
В различных областях информатики предпочтения в употреблении десятичных и двоичных единиц тоже различны. Причём, хотя со времени стандартизации терминологии и обозначений прошло уже несколько лет, далеко не везде стремятся прояснить точное значение используемых единиц.
В английском языке для «киби»=1024=210 иногда используют прописную букву K, дабы подчеркнуть отличие от обозначаемой строчной буквой приставки СИ кило. Однако, такое обозначение не опирается на авторитетный стандарт, в отличие от российского ГОСТа касательно «Кбайт».

## Примечания

Сравнение разных единиц измерения информации. Дискретные величины представлены прямоугольниками, единица «нат» — горизонтальным уровнем. Чёрточки слева — логарифмы натуральных чисел.